# Villa Majorelle

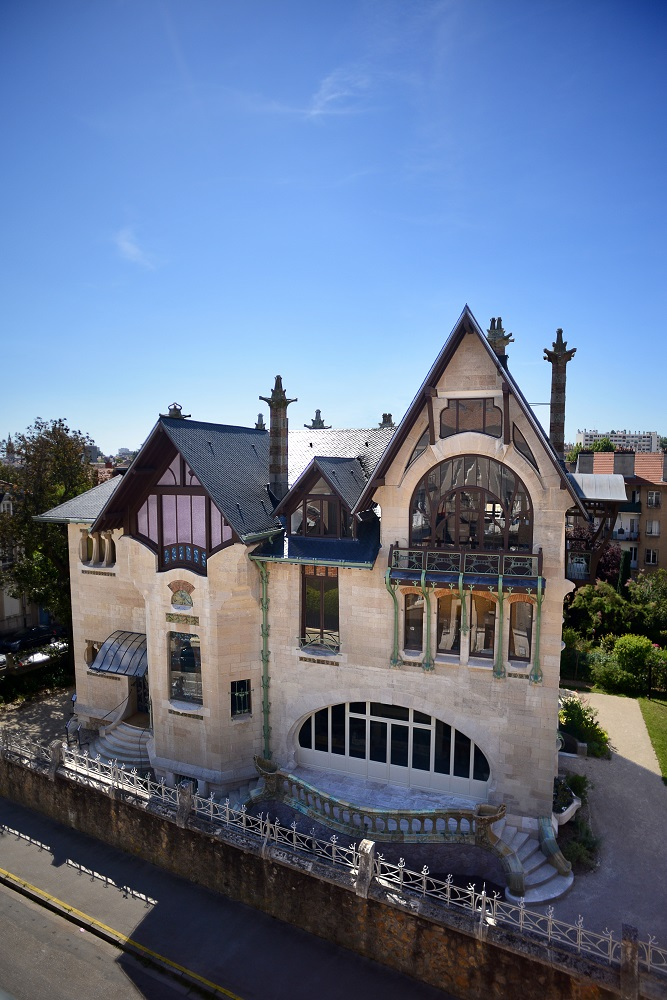
Die Villa Majorelle in der Rue Louis Majorelle in Nancy nach umfassenden Renovierungen, 2020.

Die Villa Majorelle ist ein ehemaliges Wohngebäude in Nancy. Es wurde 1901/02 im Stil der École de Nancy erbaut und gilt als herausragendes Beispiel für die Art nouveau in Frankreich. Das Gebäude steht seit 1975 als Monument historique unter Denkmalschutz.

## Geschichte

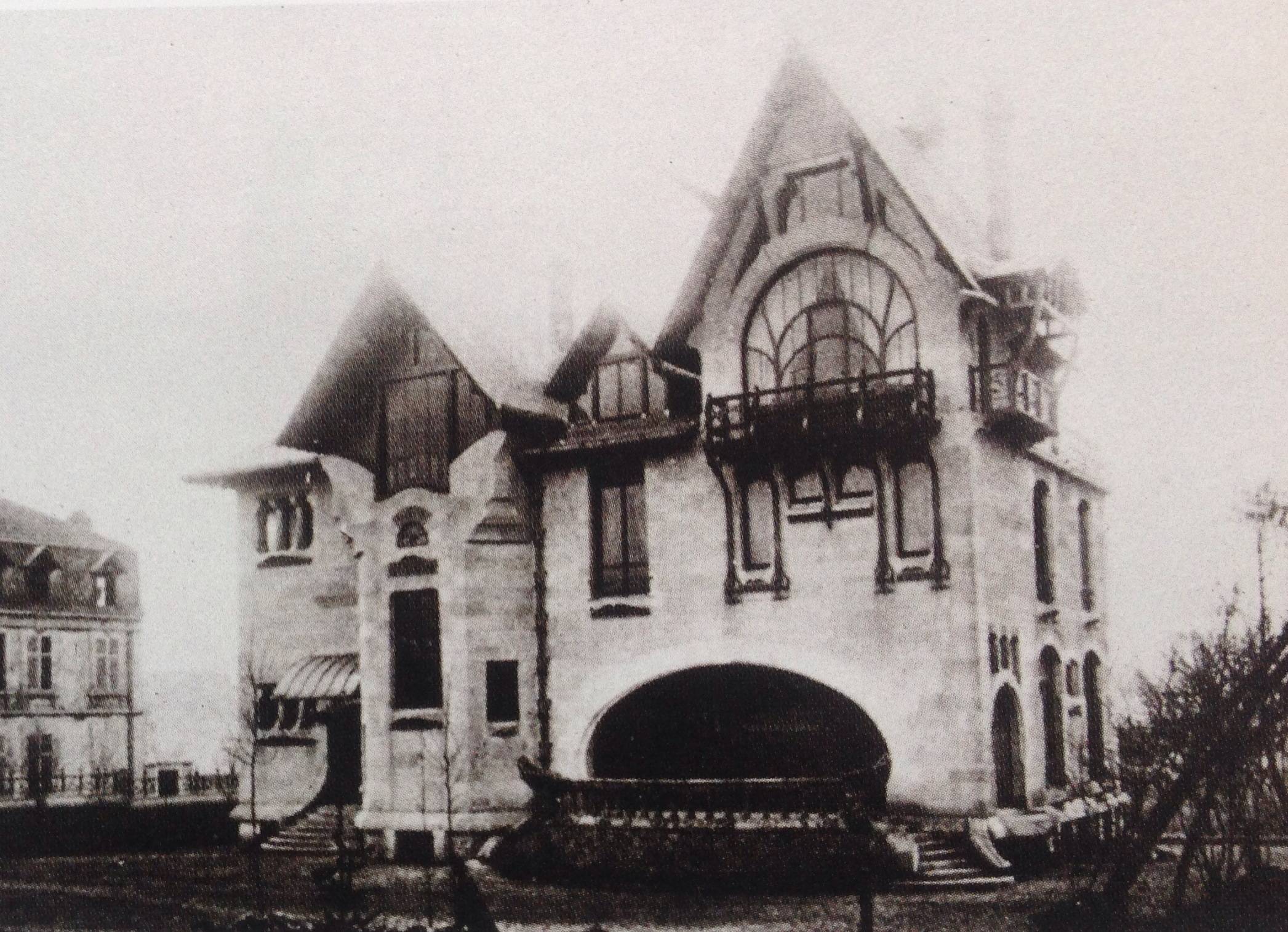
Zustand im Jahr 1904

Im Jahr 1898 beauftragte der Möbeldesigner und Unternehmer Louis Majorelle die jungen Architekten Henri Sauvage und Lucien Weissenburger mit dem Bau eines Wohnhauses. es war das erste Projekt des 24-jährigen Sauvage. Weissenburger, der später einer der bedeutendsten Vertreter der École de Nancy wurde, hatte bereits die Fabrik der Majorelles erbaut.
Wie viele andere Unternehmer in Nancy ließ Majorelle die Villa an der Straße zu seinem Unternehmen errichten, umgeben von einem 3,5 ha großen Park. Das große Grundstück in einem damals neuen Teil der Stadt hatte ihm seine Schwiegermutter geschenkt. Aufgebaut hatte das Unternehmen Majorelles Vater Auguste. Seit 1860 produzierte man vor allem Möbel.
Nach dem Tod von Majorelle erwarb der Staat das Gebäude und nutzte es als Bürogebäude Die Villa steht seit 1975 als Monument historique unter Denkmalschutz, der 1996 erweitert wurde. 2016/17 wurde das Äußere des Gebäudes renoviert.
Die Möbel des Schlafzimmers befinden sich heute im Museum der École de Nancy. Die Villa kann nach Voranmeldung im Musée de l’École de Nancy besichtigt werden. Bis 2020 ist das Gebäude aber aufgrund von Sanierungsarbeiten im Inneren geschlossen.

## Architektur

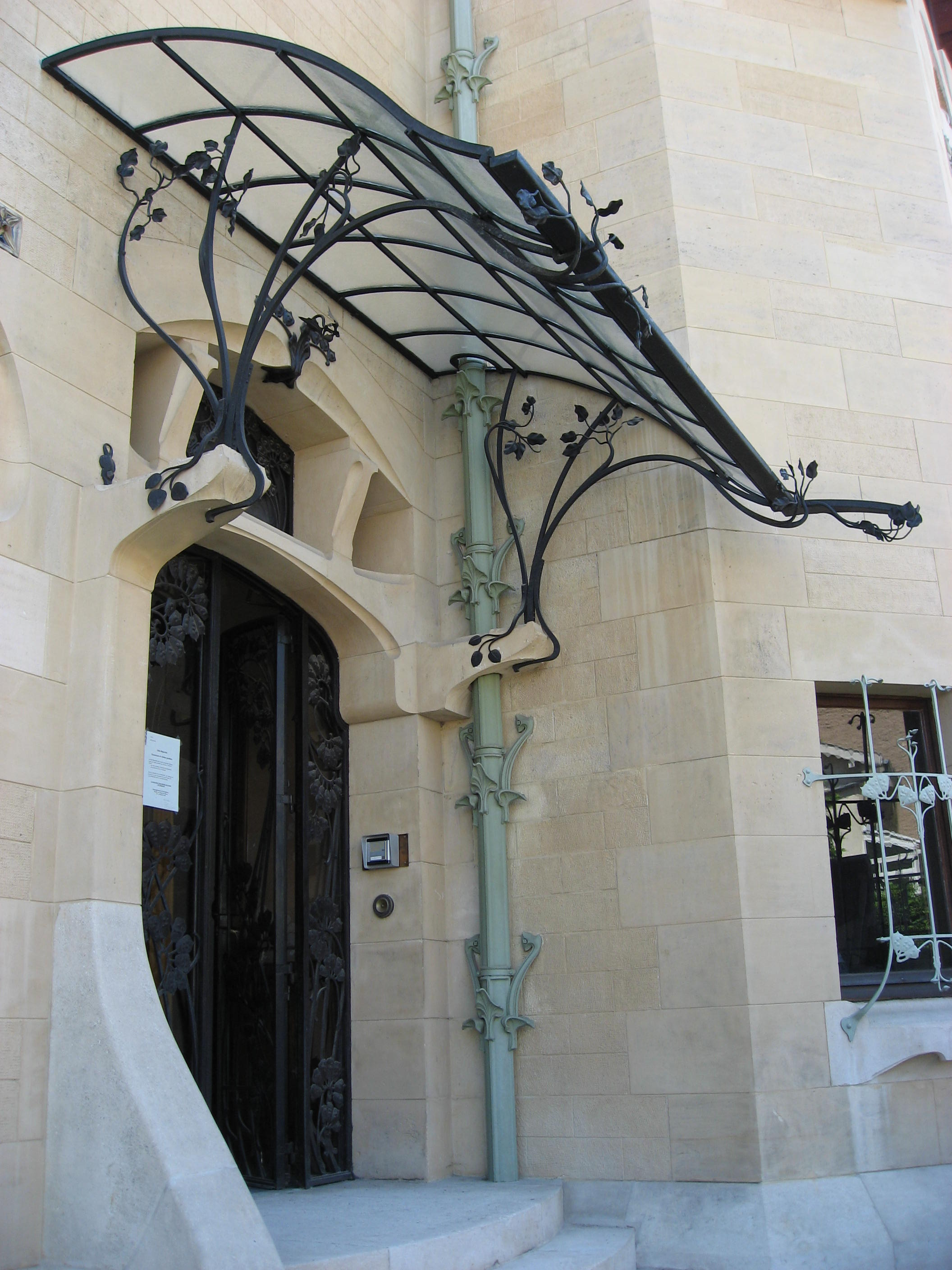
Eingang

Die dreistöckigen Villa von Sauvage und Weissenburger wurde im Jugendstil errichtet. Auffällig sind die großen Bogenfenster und die floralen Motive im Außenbereich. Majorelle selbst fertigte die Schmiedearbeiten sowie die Inneneinrichtung, die Täfelung und die breite Treppe.
Das Gebäude ist leicht asymmetrisch errichtet worden. Der Haupteingang sitzt an der Nordostecke. In der Hauptfassade sitzt daneben ein geschwungener Risalit der weit aus dem Baukörper ragt und das Treppenhaus aufnimmt. Im Erdgeschoss sitzt in der Schaufassade eine breite Auslucht, die erst später errichtet wurde. Zuvor war hier eine große Terrasse mit Balustrade gebaut worden. Auffällig war hier der Eingang zum Haus, der von einem riesigen Oval gebildet wurde. Darüber sitzen zwei Zwerchhäuser. Dem größeren ist ein Balkon vorgelagert, der von auffälligen vegetabilen Schmiedeeisenarbeiten getragen wird. An der Westfassade sitzt hier eine hölzerne Loggia. Auffällige Fayencen schmücken die Fassade. An vielen Stellen ist das Haus mit schmiedeeisernen Arbeiten geschmückt. Ungewöhnlich sind die Fallrohre der Regenrinne, die durch geschmiedete und gefaltete Metallbefestigungselemente gehalten werden, die Blätter von Wasserpflanzen nachahmen. Die aufwendig gestalteten Fenster stammen von dem Pariser Glasmaler Jacques Grüber. Die Wandmalereien schufen Francis Jourdain und Henri Royer. Im Zentrum des Esszimmers steht ein monumentaler keramischer Kamin, geschaffen von Alexandre Bigot.
Im Erdgeschoss waren vor allem ein Vestibül, ein großer Salon und ein Esszimmer untergebracht, im ersten Obergeschoss mehrere Schlafzimmer. Im obersten Stockwerk hatte sich Majorelle ein Atelier eingerichtet.